# 弗拉迪米爾·德米特里耶維奇·納博可夫

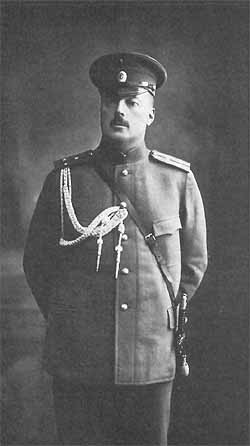
1914年第一次世界大战身着军装的納博科夫

弗拉基米爾·德米特里耶維奇·納博科夫（俄语：Влади́мир Дми́триевич Набо́ков；1870年7月21日—1922年3月28日），俄罗斯犯罪学家、记者，俄罗斯帝国晚期进步政治家，出生于圣彼得堡沙皇村的富裕贵族家庭。1922年3月，納博科夫为保护流亡政党立憲民主黨领袖帕维尔·米留科夫被极右翼君主主义者谢尔盖·塔博里茨基在柏林杀害。他是俄罗斯裔美国作家弗拉基米尔·弗拉基米罗维奇·纳博科夫的父亲。